# Église Sainte-Marie d'Ultrera
Ne doit pas être confondu avec Notre-Dame du Château d'Ultrera.
Pour les articles homonymes, voir église Sainte-Marie.

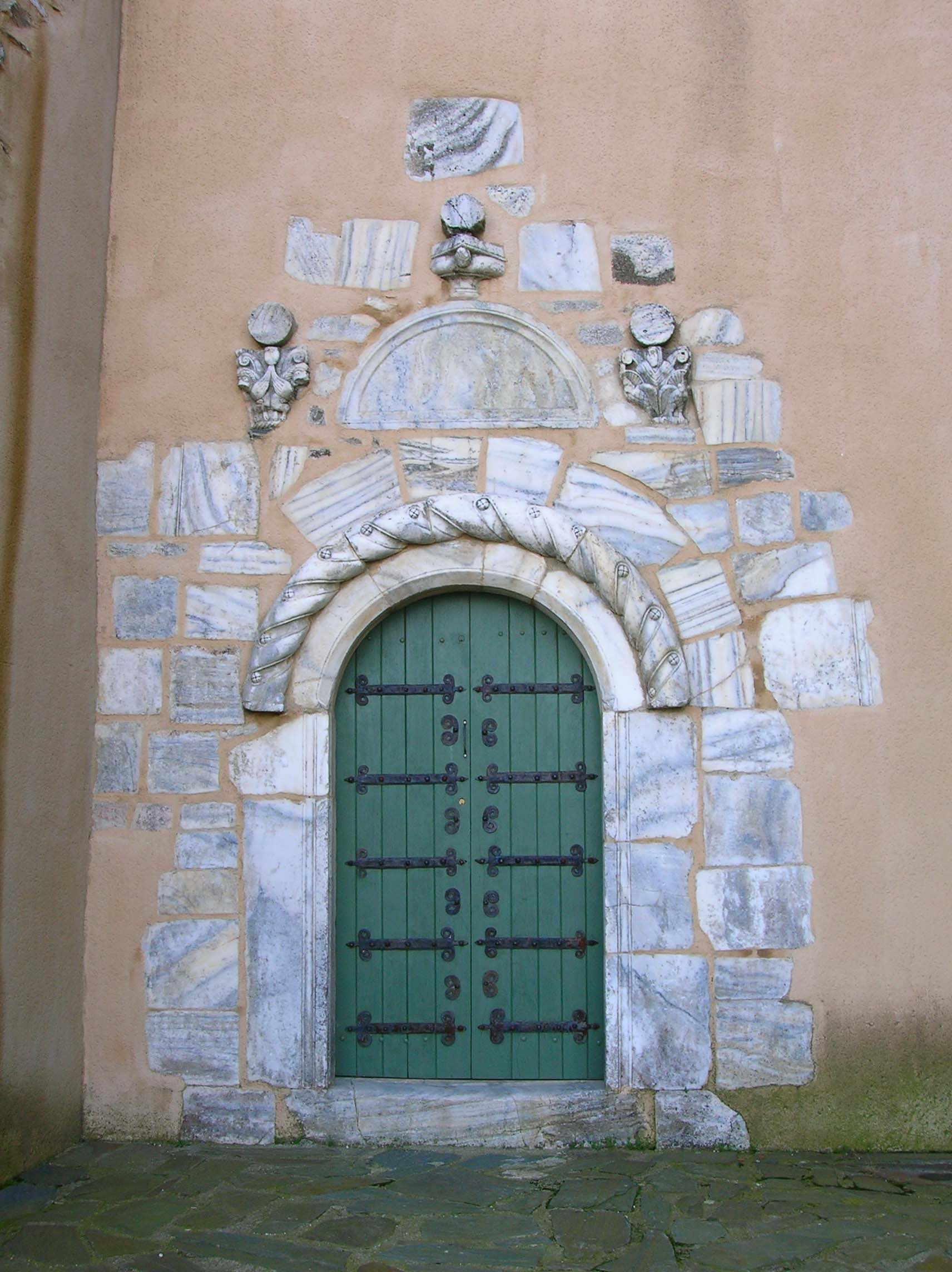
Portail de Notre-Dame du Château. Les éléments en marbre blanc faisaient à l'origine partie de la chapelle Sainte-Marie.

L'église Sainte-Marie d'Ultrera est une église romane en ruines située à Argelès-sur-Mer, dans le département français des Pyrénées-Orientales. Elle était la chapelle du château d'Ultrera. Une partie de ses matériaux a été utilisée au XIXe siècle pour construire l'église voisine de Notre-Dame du Château d'Ultrera, en particulier des éléments de portail en marbre blanc.

## Situation
| \| Église Sainte-Marie d'Ultrera \| Situation par rapport aux sites préromans des Pyrénées-Orientales. |
| Église Sainte-Marie d'Ultrera                                                                          |